# Tobias Stille

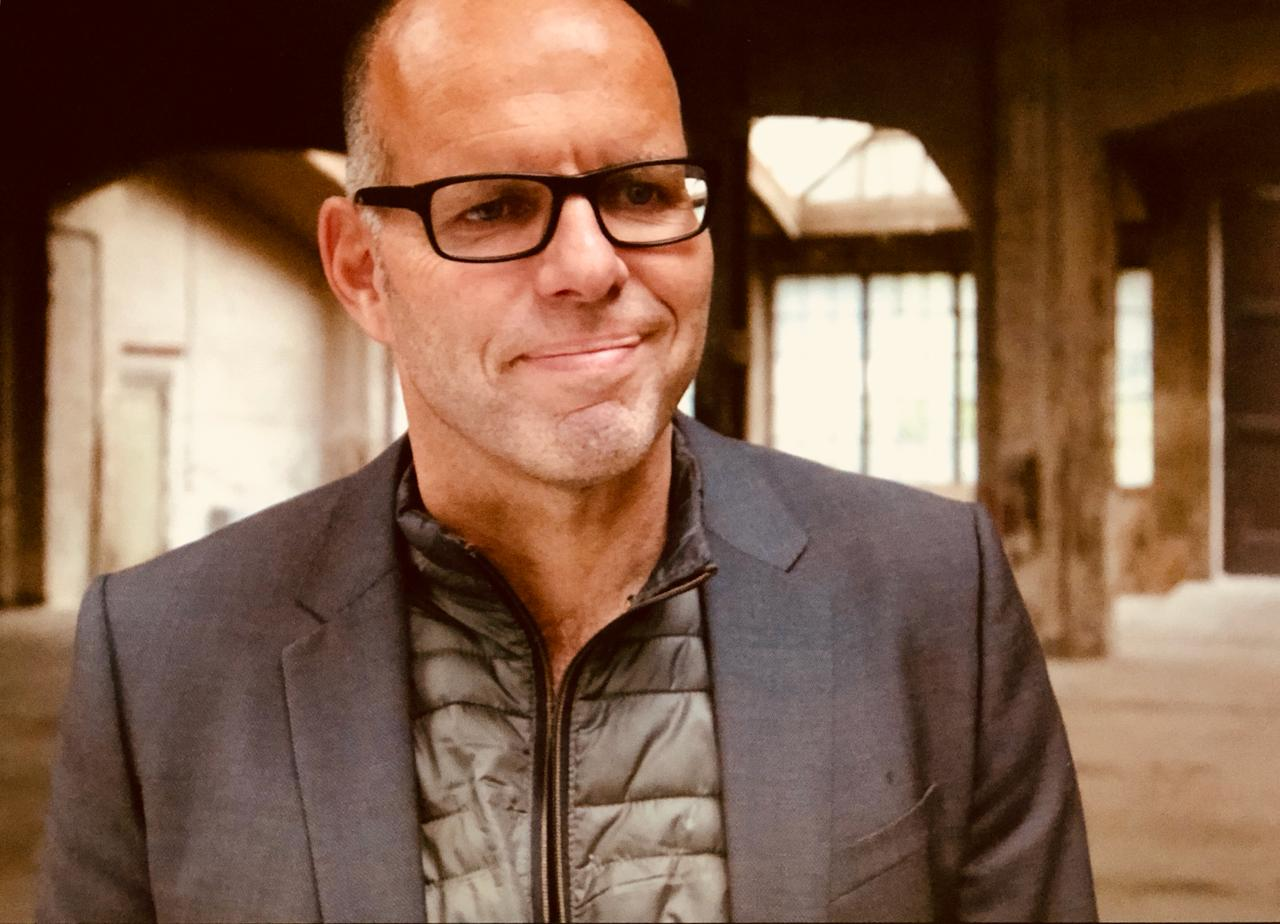
Tobias Stille (2017)

Tobias Stille (* 28. März 1966 in Berlin) ist ein deutscher Produzent, Regisseur und Drehbuchautor. Seit 2020 arbeitet er ausschließlich als freier Produzent für verschiedene Produktionshäuser in Deutschland.

## Leben
Tobias Stille wuchs in Berlin, Bonn und Flensburg auf und studierte Kommunikations- und Theaterwissenschaft an der Ludwig-Maximilians-Universität München in München. Danach absolvierte er ein Postgraduiertenstudium „Drehbuch“ am American Film Institute in Los Angeles, USA. Bei der UFA Film- und Fernsehproduktion absolvierte er als erster Teilnehmer das Producer-Qualifikationsprogramm.
Als Produzent der UFA realisierte Stille von 1995 bis 2000 mehrere Serien und Fernsehfilme, bevor er sich der Regie eigener Filme widmete. 2007 drehte er mit Schauspieler Martin Brambach nach eigenem Buch Ohnmacht für den Bayerischen Rundfunk. 2017 produzierte er mit Christof Düro den Kinofilm Crossover (deutscher Titel: Alle in einem Boot).
2022 produzierte Stille mit Producers at Work, Berlin, den historischen ARD-Event-Film Das Wunder von Kapstadt mit Sonja Gerhardt und Alexander Scheer in den Hauptrollen in Tschechien und Südafrika. Der Film gewann den Hamburger Produzentenpreis. 2023 produzierte er wieder für Producers at Work den ZDF-Montags-Film Sterben für Beginner unter der Regie von Christian Klandt, in den Hauptrollen Edin Hasanović, Max Hubacher und Svenja Jung. Das Drehbuch von Benedikt Gollhardt beruht auf dem autobiographischen Sachbuch „The End - das Buch vom Tod“ von Eric Wrede.

## Filmografie
- 2024: Sterben für Beginner, Producers at Work Film GmbH für ZDF (Produzent)
- 2022: Das Wunder von Kapstadt, Producers at Work Film GmbH für ARD (ausführender Produzent)
- 2017: Crossover (Alle in einem Boot) (Produktion, Regie, Drehbuch), Kino
- 2014: Bettys Diagnose (Regie), ZDF
- 2013: Küstenwache (Regie), ZDF
- 2009: Die Route (Drehbuch)[2], ARD
- 2007: Ohnmacht (Regie und Drehbuch)[3], ARD
- 2006: Rettet die Weihnachtsgans (Drehbuch), SAT1
- 2006: Die Familienanwältin (Drehbuch), RTL
- 2004: Freundinnen (Regie und Drehbuch), ARD
- 2003: Sehnsucht (Drehbuch), ARD
- 2002: Gameboy (Regie, Drehbuch), ARD
- 2000: Tödliches Wochenende (Produzent), ARD
- 1999: Anitas Welt (Produzent), ZDF
- 1998: Hauptsache Leben (Produzent), ZDF, Grimme-Preis in Silber
- 1999: Baby an Bord (Produzent), ARD
- 1998: Sara Amerika (Drehbuchautor, Co-Produzent mit Roland Suso Richter)
- 1997: Zappek, 2. Staffel (Produzent), ARD
- 1995: Zappek, 1. Staffel (Produzent), ARD
- 1995: Berliner Weiße mit Schuss (Producer)
- 1995: Und morgen fängt das Leben an (Drehbuchautor), ZDF